# Cladotanytarsus pallidus
Cladotanytarsus pallidus är en tvåvingeart som beskrevs av Jean-Jacques Kieffer 1922. Cladotanytarsus pallidus ingår i släktet Cladotanytarsus och familjen fjädermyggor. Arten har ej påträffats i Sverige. Inga underarter finns listade i Catalogue of Life.